# Paul Troger

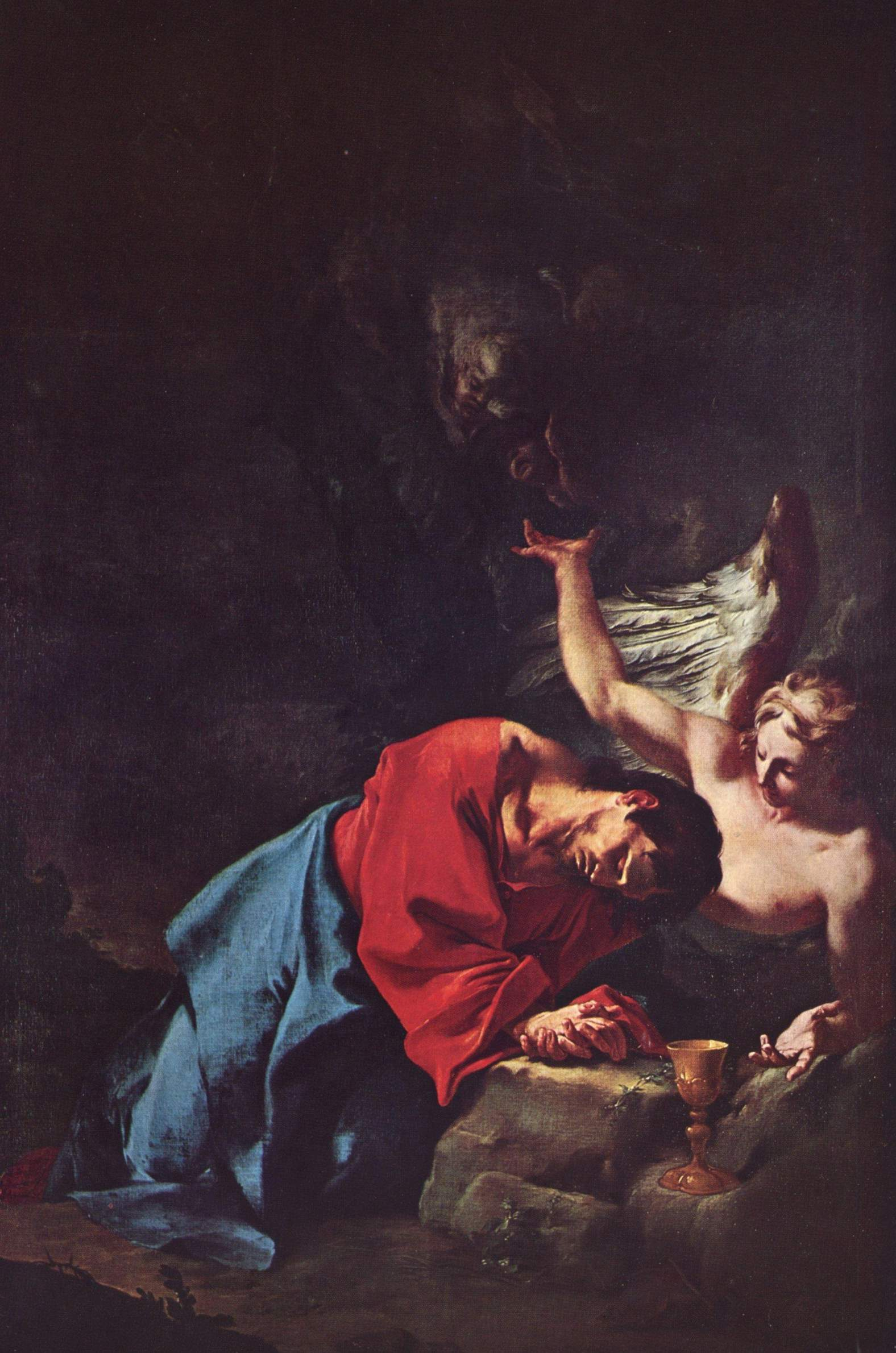
Paul Troger, Chrystus na Górze Oliwnej (ok. 1750)

Paul Troger (ur. przed 30 października 1698 w Zell w Welsbergu w Tyrolu Południowym, zm. 20 lipca 1762 w Wiedniu) – austriacki malarz, freskant i grafik późnego baroku.

## Życiorys
Urodził się 30 października 1698 roku jako piąty syn w rodzinie krawca i zakrystiana Andreasa Trogera i jego żony Marii Pracher. Wcześnie zdradził talent plastyczny i został zauważony przez mecenasów sztuki. Według jednych źródeł Troger miał służyć rodzinie von Firmian w Mezzocoronie, która miała opłacać mu naukę. Troger kształcił się najpierw u Matthiasa Durchnera w Niederdorfie koło Welsbergu, a następnie u Giuseppe'go Albertiego (1664–1716) w Cavalese. Według innych źródeł, głównym mecenasem Trogera był biskup Gurk Jakoba Maximiliana von Thun und Hohenstein (1681–1741). Dzięki pomocy finansowej brata a później Jakoba Maximiliana von Thun und Hohenstein, w latach 1717–23 studiował we Włoszech w Wenecji u Giovanniego Battisty Piazzetty (1682–1754), a w latach 1723–1725 przebywał w Neapolu, Bolonii i Rzymie. Do Austrii powrócił w 1726 a od 1728 roku aż do śmierci mieszkał w Wiedniu. 
Po śmierci Jacoba van Schuppena został w latach 1754–57 rektorem Akademii Sztuk Pięknych w Wiedniu, gdzie pracował jako wykładowca. Wykształcił wielu malarzy, m.in. jego uczniem był Martin Knoller (1725–1804).

## Twórczość
Troger tworzył głównie w Austrii i na Słowacji. Malował obrazy ołtarzowe oraz iluzjonistyczne malowidła sklepienne w klasztorach i kościołach. Wiele prac Trogera znajduje się w budowlach wzniesionych w Dolnej Austrii przez Josepha Munggenasta. 

### Freski
Troger stworzył freski m.in. w kościele w St. Pölten (1729–30), opactwie Benedyktynów w Melku (1731), opactwie Benedyktynów w Altenburgu(1732–1733), opactwie Cystersów w Zwettl (1733), opactwie Benedyktynów w Seitenstetten (1735) i bazylice Maria Dreieichen (1752). 

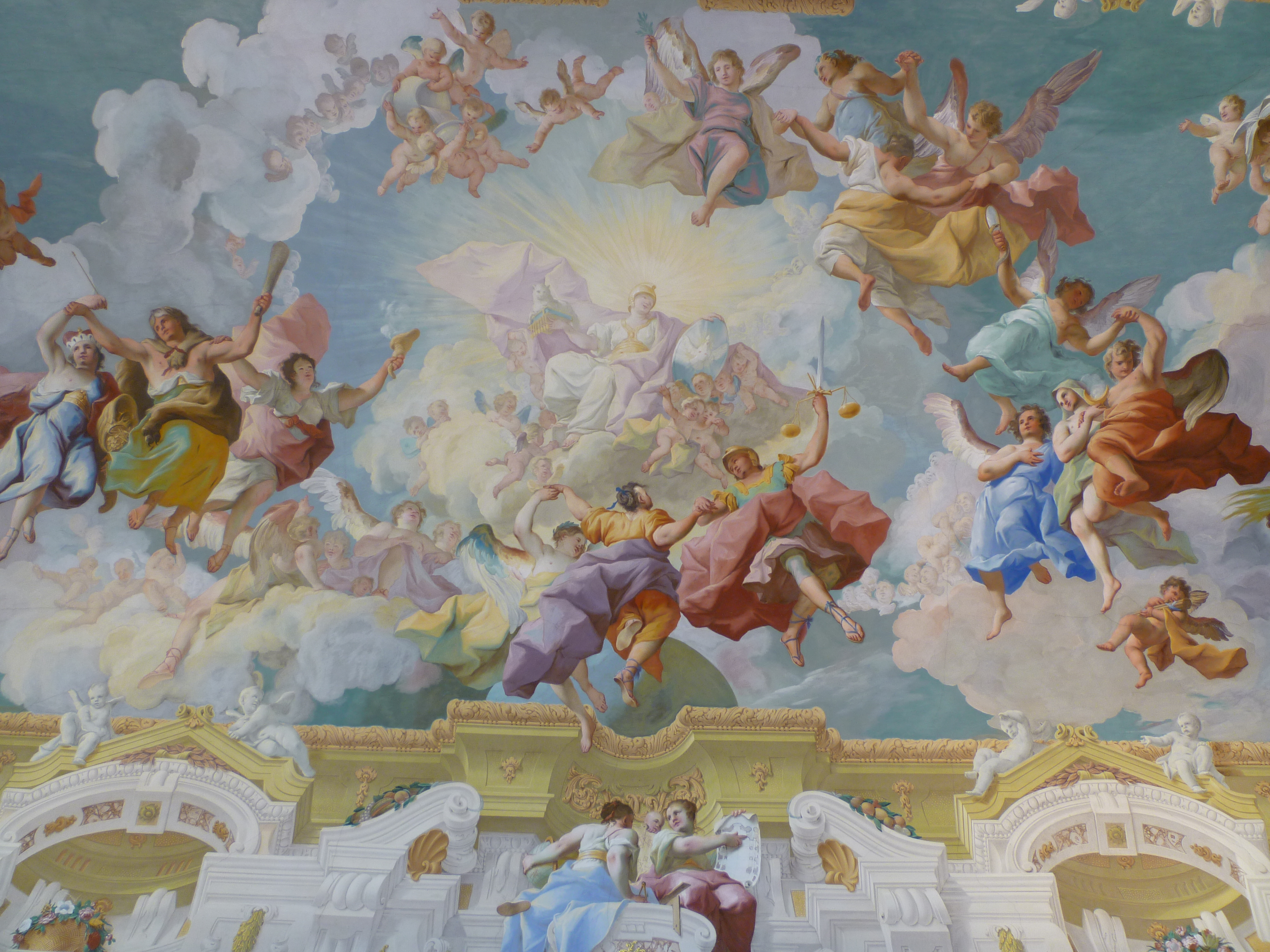
Biblioteka opactwa w Melku (1731–32)
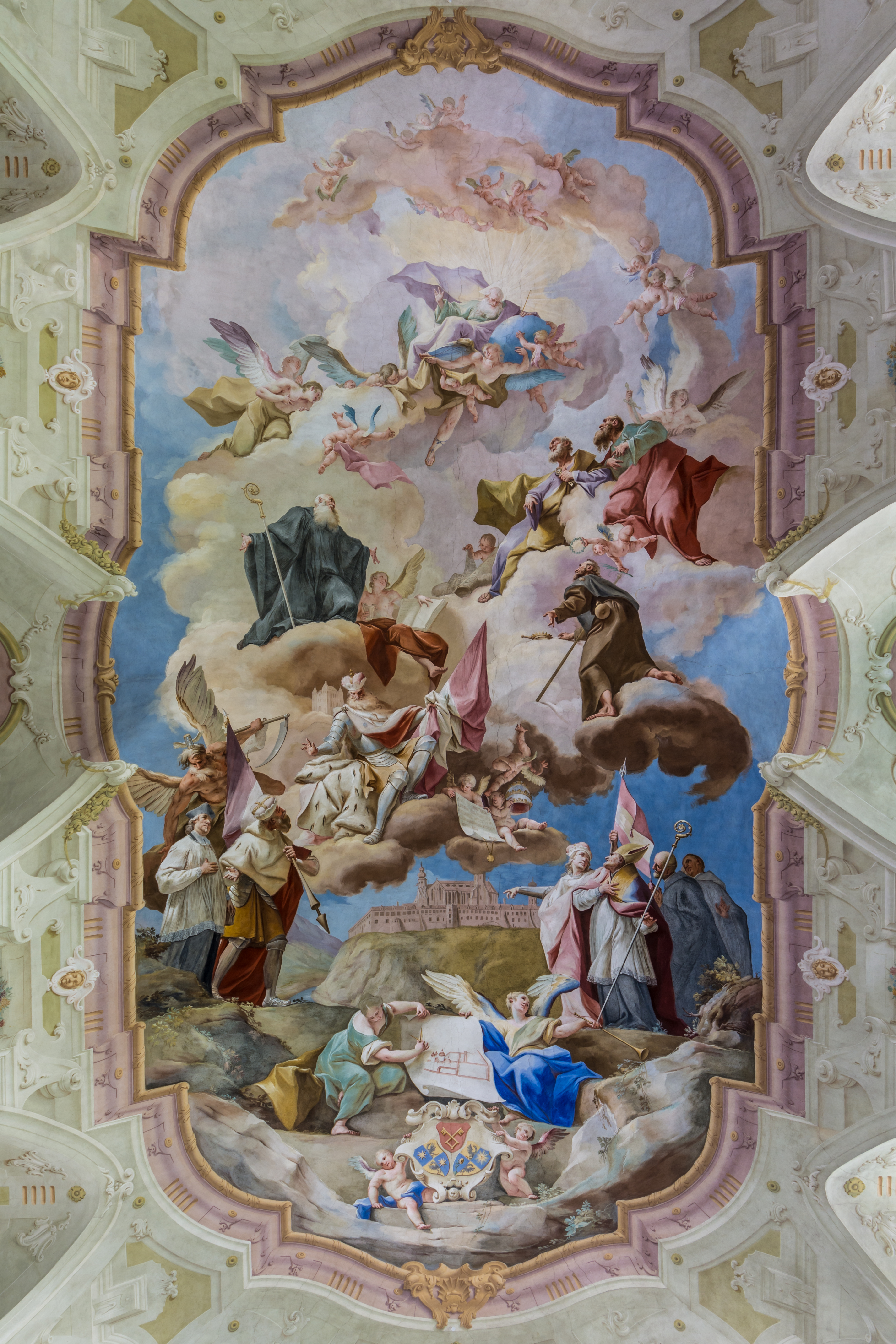
Sala Kolomanisaal w opactwie w Melku (1745)
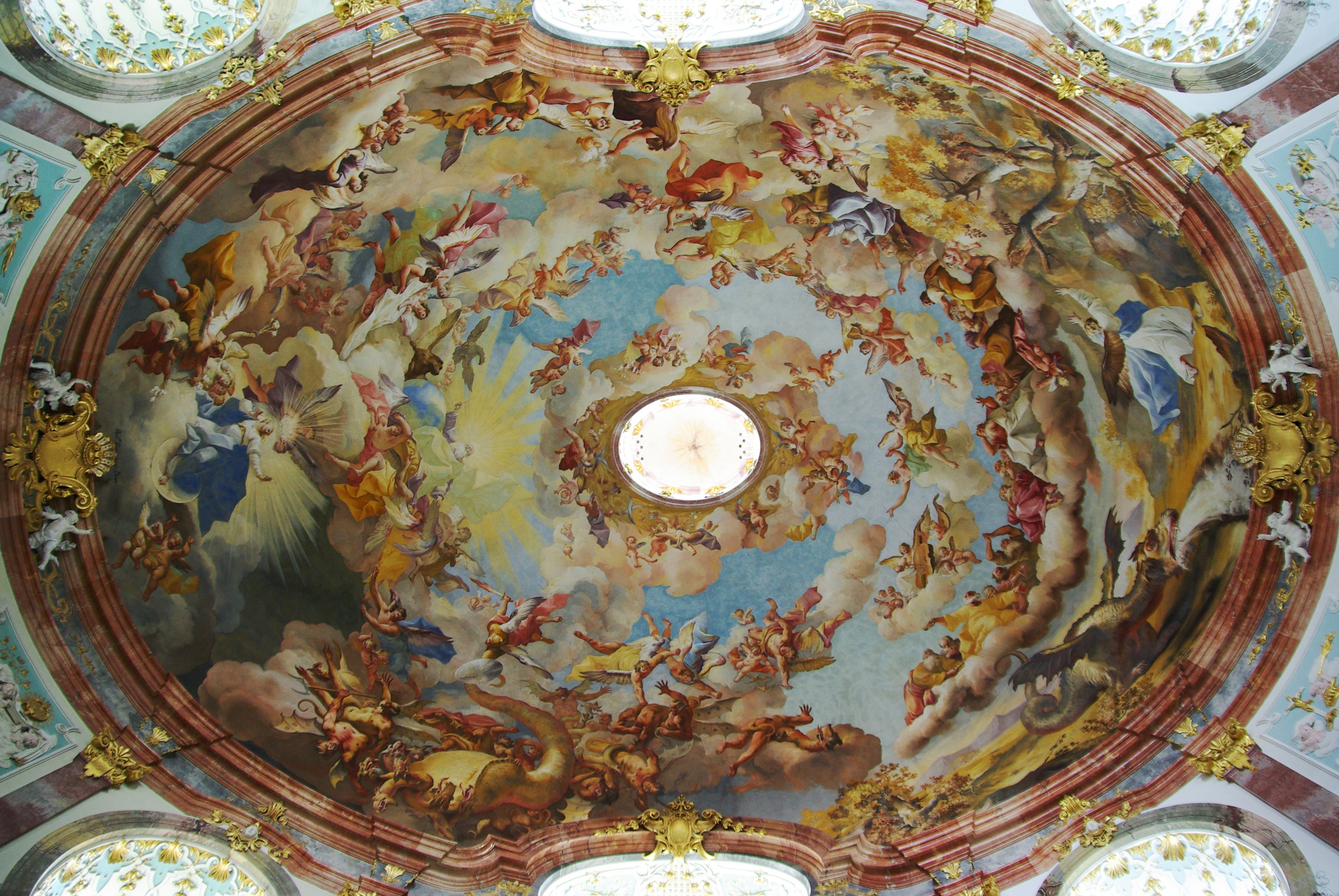
Kościół opactwa w Altenburgu (1733)
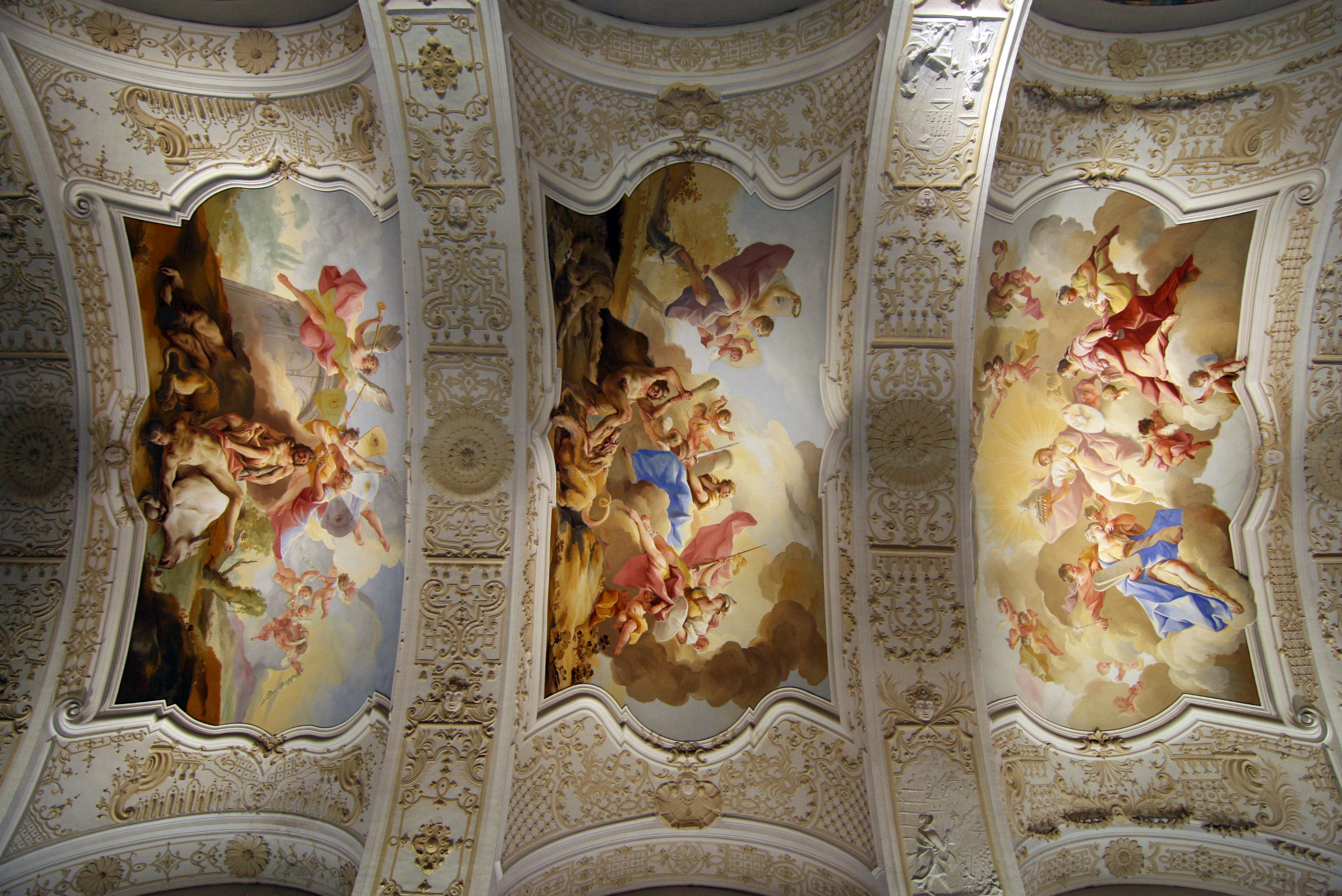
Biblioteka opactwa w Zwettl (1733)
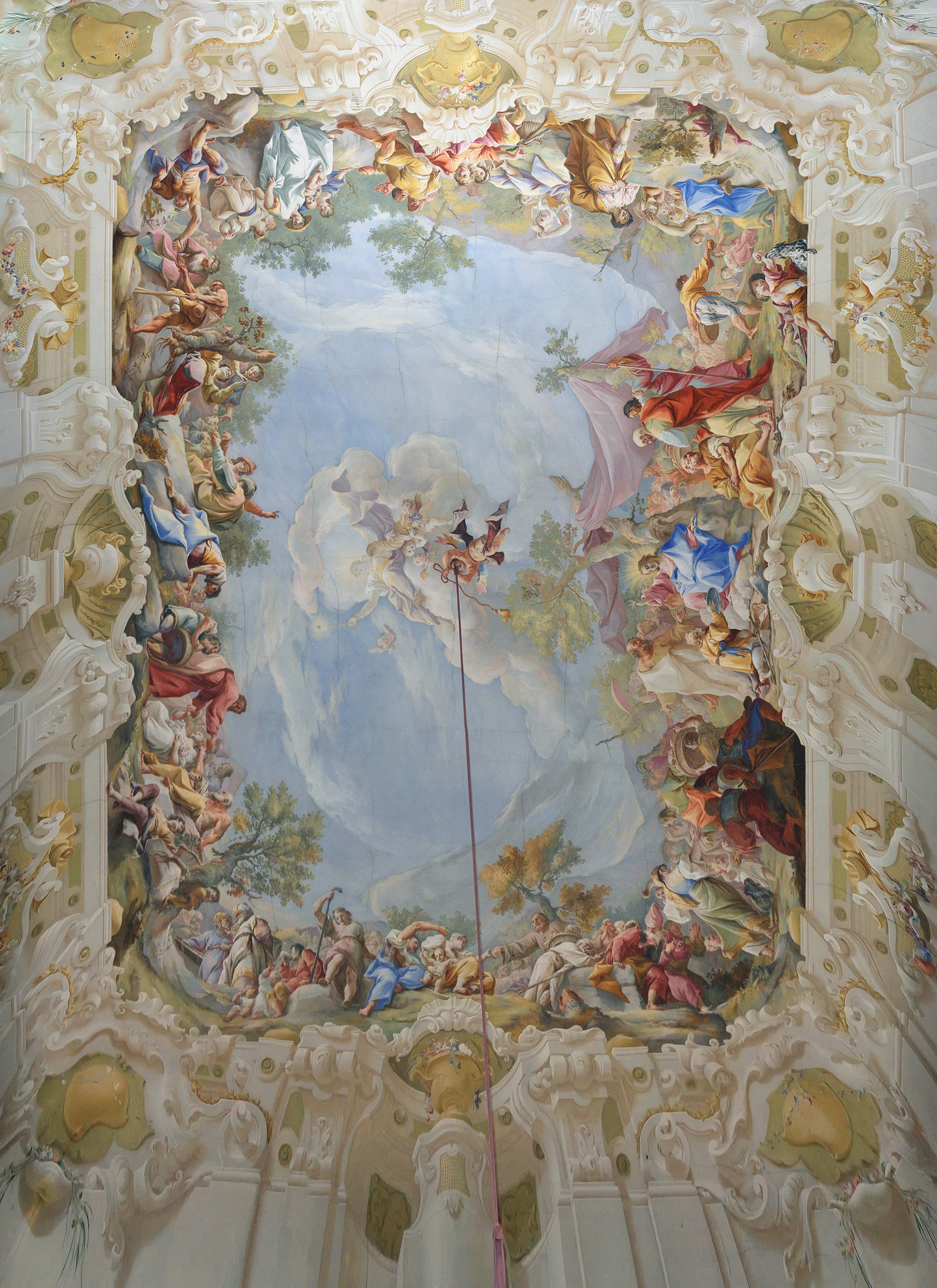
Sala Marmurowa opactwa w Geras (1738)
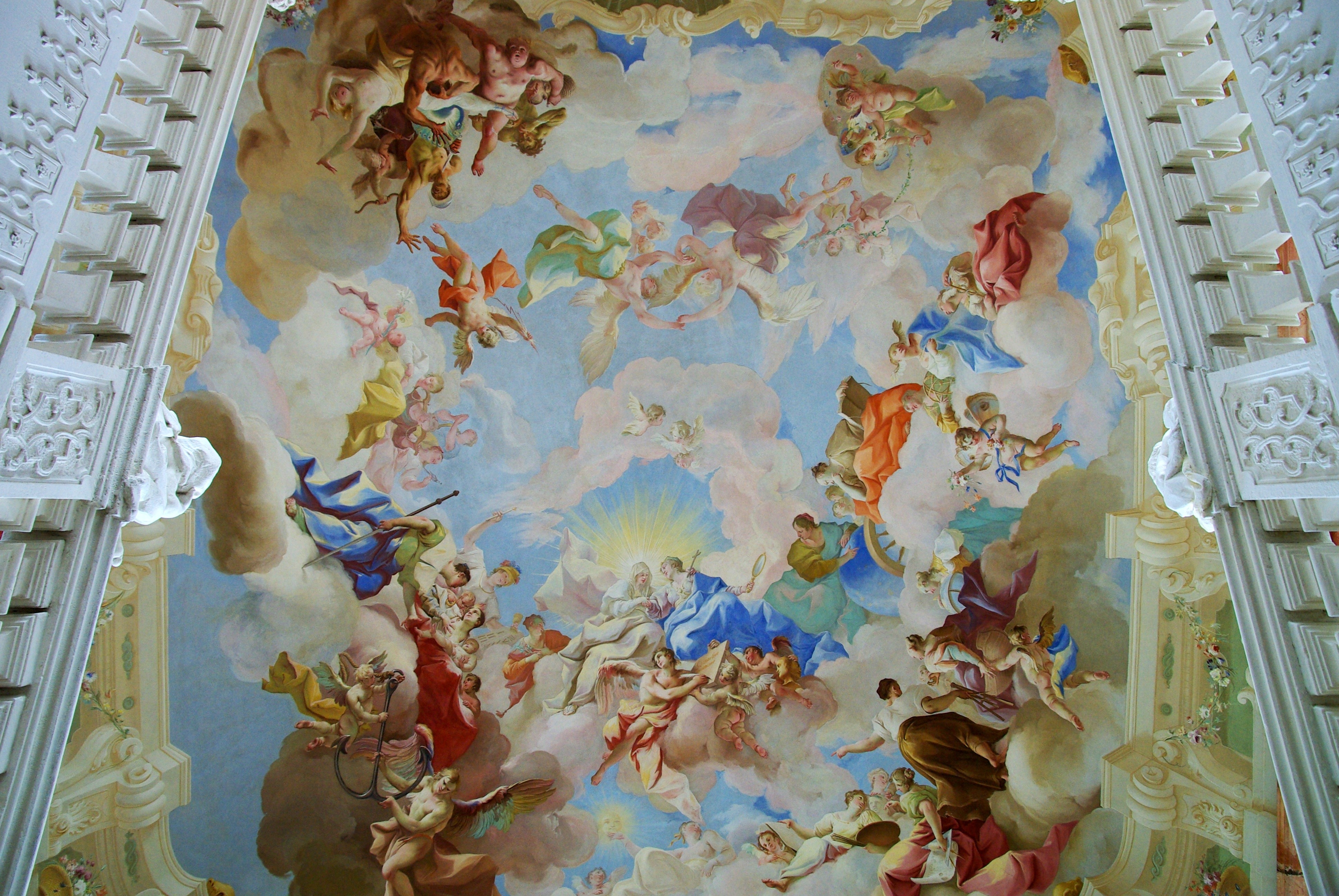
Fresk sufitowy nad cesarską klatką schodową w opactwie w Altenburgu (1739)
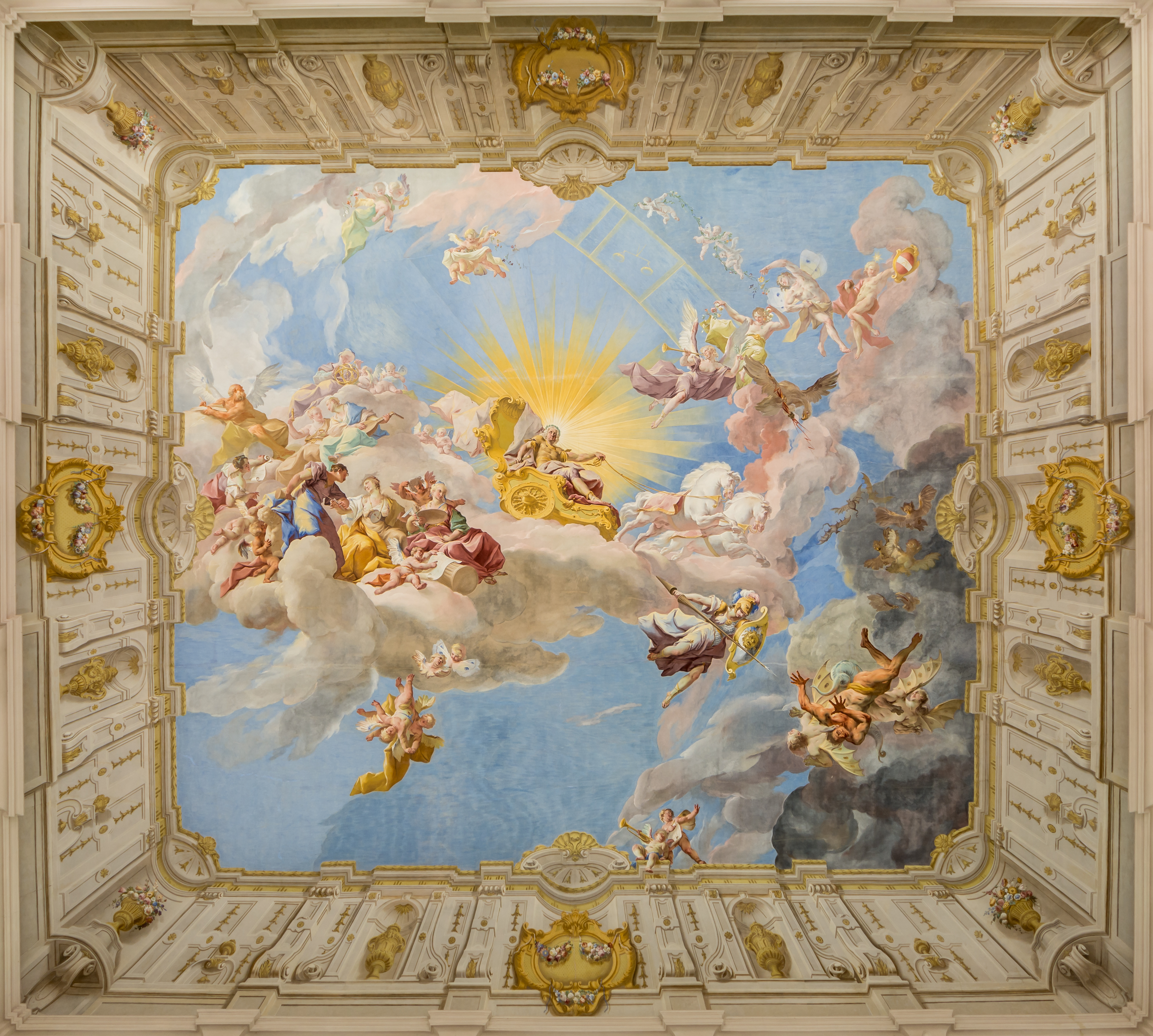
Fresk sufitowy nad cesarską klatką schodową w Göttweig (1739)
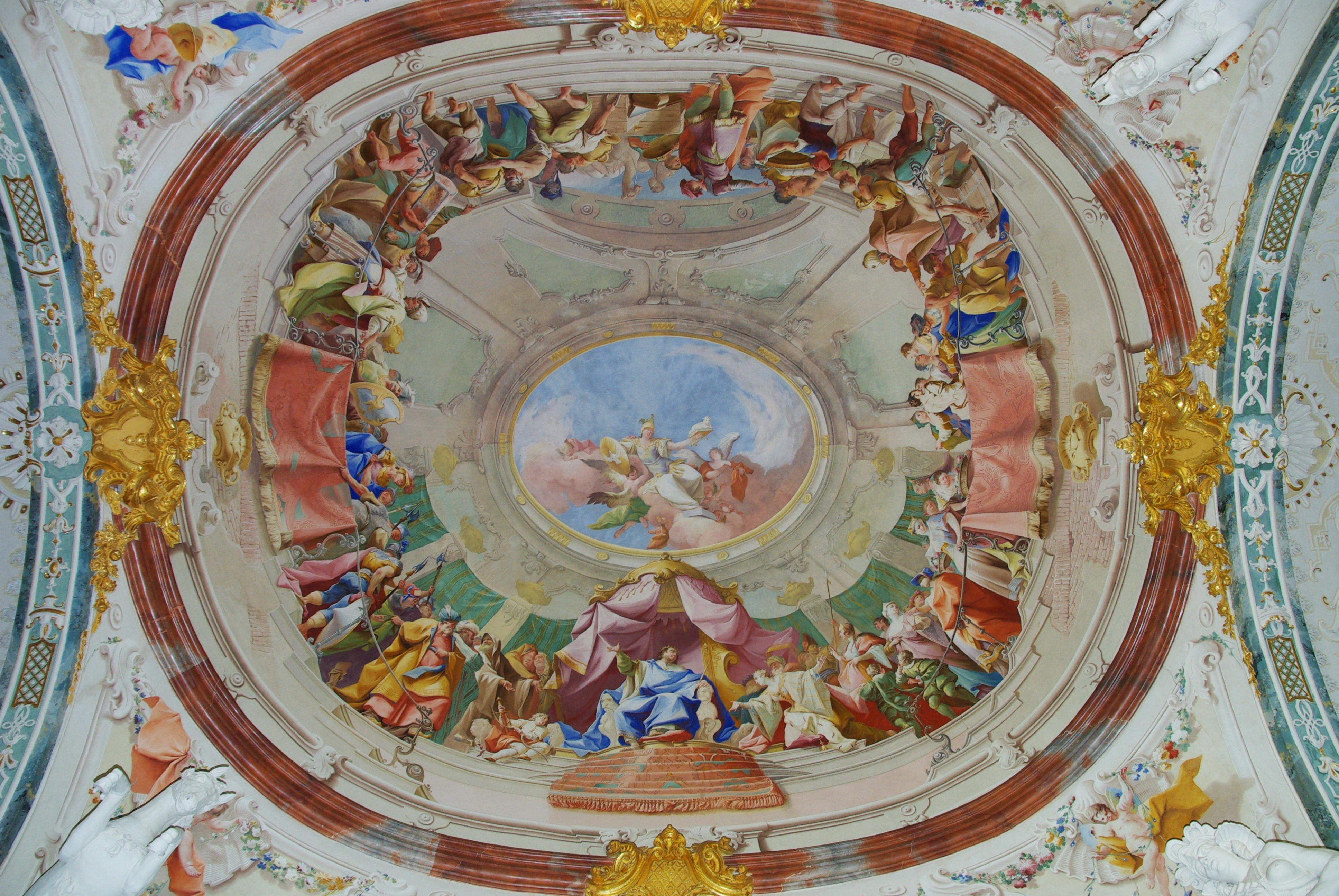
Biblioteka opactwa w Altenburgu (1742)
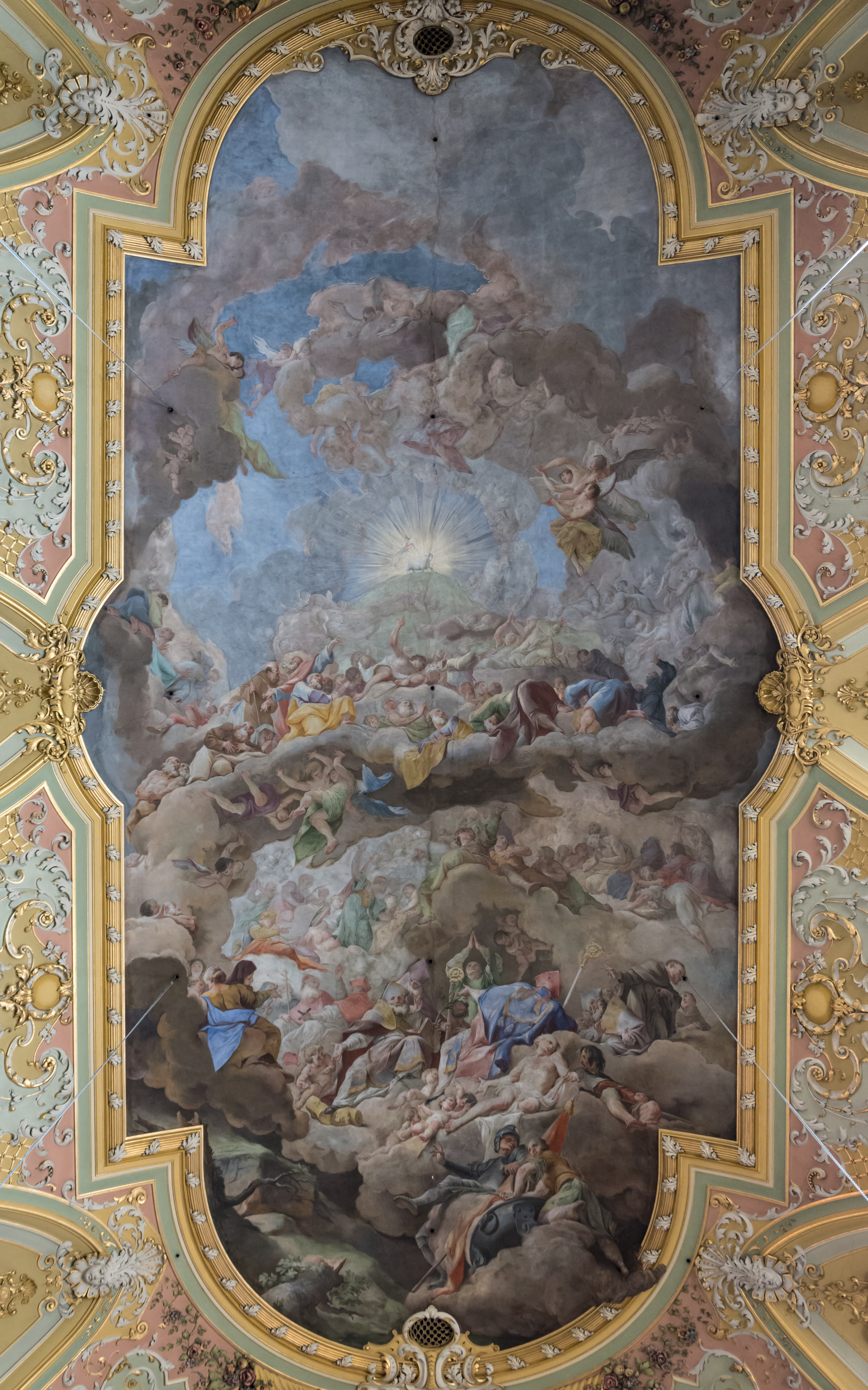
Plafon Anbetung des Lammes w katedrze w Brixen (1748–50)
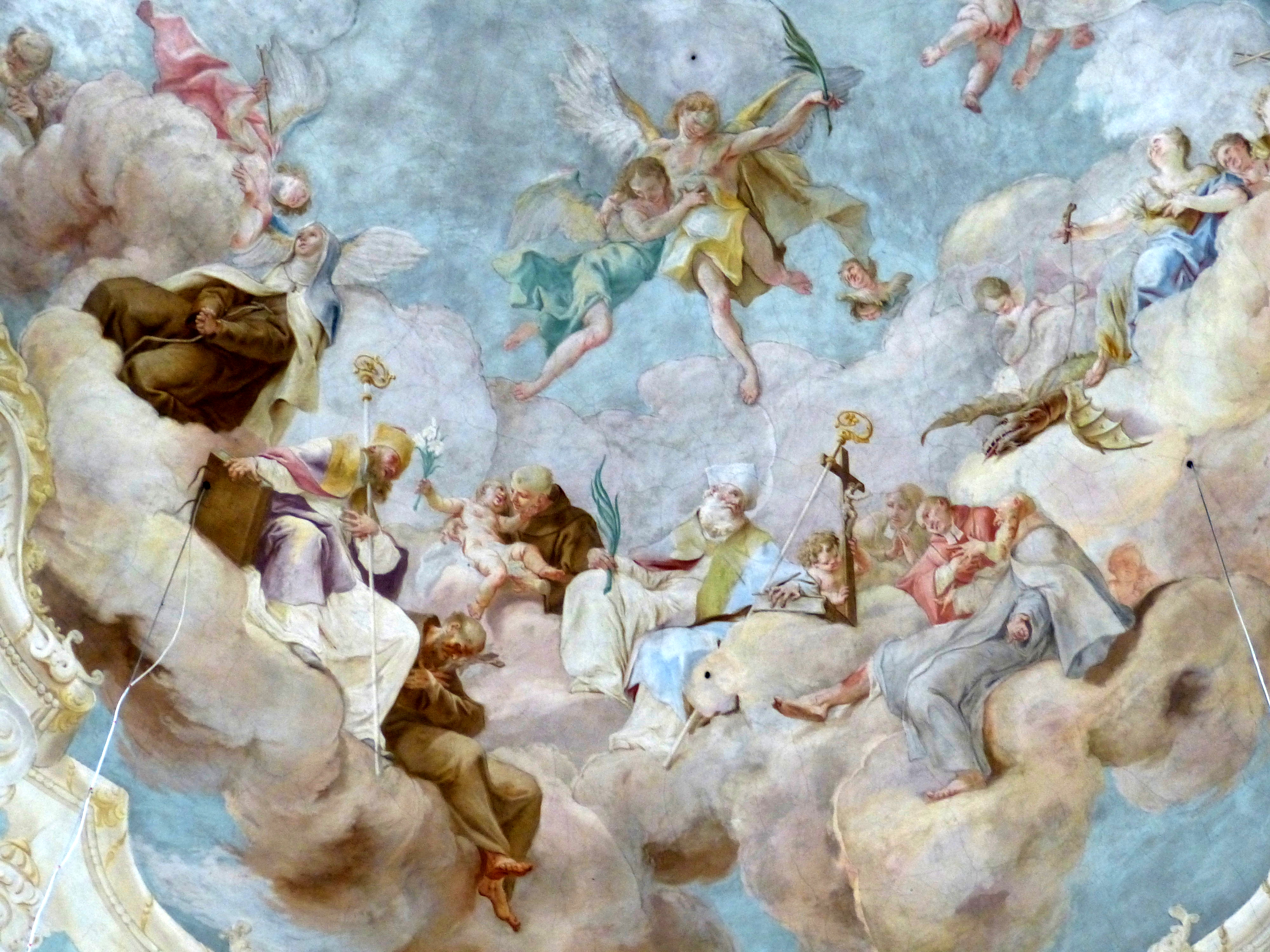
Plafon w bazylice Maria Dreieichen, fragment (1750–1752)

### Obrazy olejne – wybrane dzieła
- Autoportret w wieku 30 lat (1728–30) – Innsbruck, Tiroler Landesmuseum
- Chrystus na Górze Oliwmej (ok. 1750) – Wiedeń, Österreichische Galerie Belvedere
- Powrót syna marnotrawnego (1735) – Paryż, Luwr
- Św. Piotr uzdrawia chromego – Sibiu, Muzeum Brukenthala
- Św. Sebastian i niewiasty (ok. 1746) – Wiedeń, Österreichische Galerie Belvedere
- Święta Rodzina – Cleveland, Museum of Art
- Uzdrowienie starego Tobiasza – Salzburg, Residenzgalerie

## Upamiętnienie
- W 1894 roku imieniem Trogera nazwano ulicę w czternastej dzielnicy Wiednia – Penzing – Trogerstrasse[8]
- W 1998 roku przy Paul-Troger-Strasse w Welsbergu stanęło brązowe popiersie malarza autorstwa Hans Planggera, które od 1962 roku stało przed lokalną szkołą podstawową[9][2]